# Anne de Pisseleu d’Heilly
Anne Jeanne de Pisseleu d’Heilly, księżna Étampes (ur. 1508, zm. 1580) – kochanka króla Francji Franciszka I.
Była córką Adriena de Pisseleu, pana d’Heilly, szlachcica z Pikardii, który wraz ze wzrostem wpływów swojej córki we dworze został panem Meudon, zarządcą królewskich lasów i jezior w Île-de-France, Szampanii i Brie.

## Metresa królewska
Późniejsza księżna Étampes pojawiła się na dworze przed 1522 rokiem i została jedną z dam dworu Ludwiki Sabaudzkiej, księżnej Angoulême, matki Franciszka I. Franciszek uczynił Anne swoją kochanką, prawdopodobnie po powrocie z niewoli w Madrycie (1526) i wkrótce porzucił dla niej swoją poprzednią długoletnią metresę Françoise de Foix.
Anne była opisywana jako żywa, niezwykle piękna, dowcipna i kulturalna kobieta, „najpiękniejsza wśród uczonych i najbardziej uczona wśród pięknych”; udało jej się utrzymać względy króla i wpływy na dworze, aż do śmierci monarchy w 1547, przez cały ten czas otrzymując bardzo wysoką pensję, która zapewniała jej dostatnie życie. Kiedy nowa królowa Francji, Eleonora Austriacka, przybyła do Paryża w 1530 roku, król i Anne przyglądali się temu z tego samego okna. W 1533 roku Franciszek nakazał jej poślubić Jana IV de Brosse, któremu wkrótce nadał tytuł księcia Étampes.

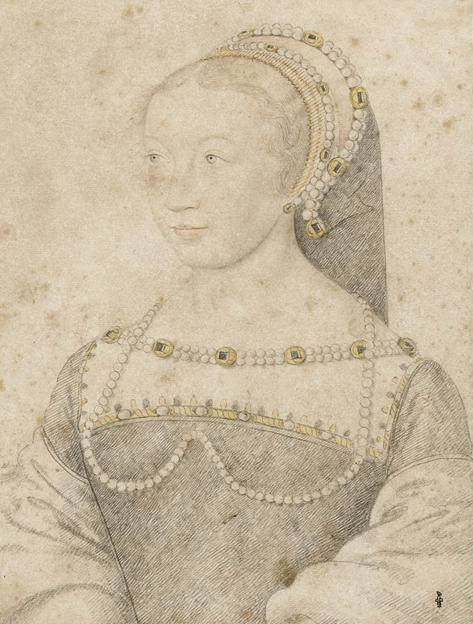
Szkic Anne pędzla François Clouet.

Wpływ księżnej Étampes na króla i na dwór, zwłaszcza w ostatnich latach panowania, był znaczny. To ona faworyzowała admirała Philippe de Chabot przeciwko konetablowi de Montmorency, który był wspierany przez rywalkę Anne, kochankę syna i następcy Franciszka, Henryka, Dianę de Poitiers. Ze swojej strony metresa wspierała rozwój sztuki, zwłaszcza malarstwa i architektury, namawiała króla do tolerancji dla protestantów, a także współpracowała z siostrą króla, Małgorzatą, królową Nawarry.
Używała swojego wpływu dla podniesienia znaczenia i wzbogacenia swojej rodziny – jej wuj, Antoine Sanguin (zm. 1559), został biskupem Orleanu w 1533 i kardynałem w 1539. Jej trzej bracia zostali biskupami, a dwie siostry opatkami najbardziej dochodowych opactw we Francji, podczas gdy pozostałe siostry zawarły niezwykle korzystne małżeństwa.
Po śmierci Franciszka Diana de Poitiers, kochanka króla Henryka II, wygnała Anne ze dworu. Anne zmarła w kilkadziesiąt lat później w zapomnieniu w swoim pałacu w Pikardii.